# Stazione di Novafeltria
La stazione di Novafeltria era la stazione ferroviaria terminale della ferrovia Rimini-Novafeltria, chiusa nel 1960; era a servizio del comune di Novafeltria.